# کریستینه رو
کریستینه رو (دانمارکی: Kristine Roug؛ زادهٔ ۱۲ مارس ۱۹۷۵) قایقران قایق بادبانی اهل دانمارک بود.